# Departamento de San Martín
San Martín es un departamento del Perú situado en la parte norte del país, con capital en la ciudad de Moyobamba. Su ciudad más poblada es Tarapoto.
Limita por el norte con el departamento de Amazonas, por el noreste con el departamento de Loreto, por el sur con el departamento de Huánuco y por el oeste con el departamento de La Libertad. Con 51 253 km² es el séptimo departamento más extenso —por detrás de Loreto, Ucayali, Madre de Dios, Cuzco, Puno y Arequipa— y, con 14,2 habs./km², el octavo menos densamente poblado, por delante de Ayacucho, Pasco, Moquegua, Amazonas, Ucayali, Loreto y Madre de Dios. Fue creado mediante Ley 201, del 4 de septiembre de 1906.
Fue parte de la Intendencia de Trujillo, que llegó a tener nueve partidos que fueron Trujillo, Lambayeque, Piura, Cajamarca, Huamachuco, Chota, Moyobamba, Chachapoyas, Jaén y Maynas. Este último partido, anteriormente, conformaba los departamentos de lo que hoy se conoce como San Martín, Ucayali y Loreto, siendo la Intendencia de Trujillo la más grande del virreinato del Perú, es decir, casi todo el norte del Perú actual. Su primer intendente fue Fernando Saavedra, de 1784 a 1791. Después de este, le seguirían Vicente Gil de Taboada (1791-1805 y 1810-1820). Mediante una real cédula del 15 de julio de 1802, pasó a formar parte de la entonces flamante de la Comandancia General de Maynas, que abarcaba de iure las actuales regiones peruanas de Amazonas, Cajamarca, Ucayali y Loreto, además de San Martín. 
En 1822 el Gobierno de Colombia envió al Perú a Joaquín Mosquera a solicitar la restitución de Maynas. El 25 de julio de 1824, el Congreso de la Gran Colombia dictó una ley de división territorial pretendiendo incluir en la provincia de Pichincha del región de Quito al cantón de Quijos, según los límites que tenía al tiempo de creación del virreinato de Nueva Granada. Pretendía incorporar también al región de Azuay la provincia de Jaén de Bracamoros y Maynas. La negativa peruana a ceder los territorios desencadenó una guerra entre ambos países: la guerra grancolombo-peruana.
A partir de la ley del 21 de noviembre de 1832, Maynas fue integrada al territorio del nuevo departamento peruano de Amazonas, del cual se separó en 1853, cuando se crea un Gobierno político en Loreto.
En la actualidad, tiene muy buenas relaciones con los departamentos de Huánuco, Áncash y departamentos que fueron parte de la Intendencia de Trujillo como Ucayali, Loreto y La Libertad.

## Etimología
El nombre del departamento es un homenaje al libertador del Perú, don José de San Martín.

## Historia
Las referencias históricas de la región provienen de los primeros años de la conquista cuando se iniciaron las obras exploratorias de la Amazonía, conocidas tradicionalmente como "entradas", las primeras de estas las realizó Alonso Alvarado en 1539, quien antes en 1535 ya había llegado con 13 hombres hasta la zona de Chachapoyas. La ciudad de Santiago de los Ocho Valles de Moyobamba, fundada en 1540, por Juan Pérez de Guevara, por orden de Alonso de Alvarado, es la primera población española en la selva. En sus orígenes parecía un cuartel general en el que se organizaban las expediciones de reconocimiento y misiones evangelizadoras.
En 1782, el obispo de Trujillo, Baltazar Jaime Martínez de Compañón, fundó la ciudad de Tarapoto, nombre tomado de una palmera local. En 1868, el presidente José ley del Congreso, estableció como capital Moyobamba. Durante el gobierno del Mariscal Ramón Castilla se instituye la primera prefectura y la primera Corte Superior de Justicia.
Posteriormente el capitán español José Gaspar López Salcedo fundó el 24 de septiembre de 1827 la ciudad de Juanjui una contracción de "Juan Huido". Desde mediados hasta fines del siglo XIX, la producción y explotación de sombreros de paja bombonaje o toquilla causaron un auge económico, con la apertura de numerosos negocios locales.
Tras la fiebre del caucho en el río Amazonas, gran parte de la población, abandonó la región con el fin de encontrar nuevas riquezas, en su lugar, llegaron a la región las primeras familias extranjeras (principalmente de Francia, Rusia y el Imperio Otomano) que empezaron a desarrollar el movimiento comercial con el Brasil.
Tras disolverse la Capitulación de Maynas y Quijos, las provincias de Moyobamba, Huallaga y Santa Cruz acordaron unificarse, dando lugar a la creación de esta región el 6 de septiembre de 1906 para honrar la memoria del Libertador del Sur, José de San Martín
Por un momento, debido al aislamiento político que sufría por el gobierno general de Lima, se desarrolló el Movimiento de Cervantes que amenazó con convertir la región, junto a Loreto en una nueva República, pero la llegada de contingentes militares detuvo el nacionalismo del área y desató revueltas que cesaron rápidamente. Hasta antes de la construcción vial, la comunicación regional se realizaba por vía aérea, y casi todas las localidades contaban con su propio aeropuerto o campo de aterrizaje, también era muy activo el flujo comercial fluvial con Iquitos y el Brasil. Con la construcción de la carretera Marginal de la Selva o carretera Fernando Belaúnde Terry, en la década de los años 60, se logró la importante conexión terrestre con el resto del país.
En varias oportunidades los poderes políticos de Lima intentaron redefinir la región. Durante el primer mandato del presidente Alan García Pérez, se fusionó la región con La Libertad, pero luego de un referéndum se disolvió la estructura. A fines de los años 1980 también se intentó separar a varias provincias con la finalidad de unirlas a regiones vecinas, desatando protestas y luego un plebiscito, en la cual la población desaprobó totalmente tal acción. En el 2007, nuevamente durante el segundo mandato del presidente Alan García, se desataron multitudinarias protestas que reunieron a miles de personas en diversas ciudades de la Región, para evitar y reprochar la posibilidad de ceder parte del territorio de las Provincias de Lamas y San Martín a Loreto, para su explotación petrolera y territorial.

### Desplazados de finales delsigloXX
Durante la guerra contra el terrorismo entre 1990 y el año 2000, la zona sur de la región (Tocache, al igual que grandes áreas de las provincias de Mariscal Cáceres, Bellavista, Huallaga y numerosas localidades en el resto del departamento, quedaron inmersos en la violencia y poder del narcotráfico. Según APRODEH unas 30 000 personas se desplazaron internamente, encontrando refugio especialmente en Tarapoto y Moyobamba, ciudades que también sufrían embates de las guerrillas y la violencia generalizada, como ejecuciones extrajudiciales, saqueos y destrucción de locales institucionales y cables de transmisión eléctrica. Asimismo unas 40.000 personas de diversas regiones de Perú, encontraron refugio en el departamento.[cita requerida]
En los últimos años el pujante crecimiento económico y la diversidad cultural de la región, han alentado a una migración elevada especialmente desde departamento de Cajamarca, departamento de Loreto y departamento de Amazonas, se cree que entre 1993 y el año 2007, hasta 100,000 migrantes económicos han ingresado en la región.[cita requerida]

### Cronología
- 25 de julio de 1540, se funda la ciudad de Moyobamba con el nombre de "Santiago de los Ocho Valles”.
- 1637, se lleva a cabo una revuelta de los indígenas de las zonas de Lamas y Tabalosos, que termina en una matanza generalizada por parte de las tropas españolas que se prolonga por casi todo el año, dejando casi despoblada la zona.
- 10 de octubre de 1656, se funda la ciudad de Lamas con el nombre de "Ciudad del Triunfo de la Santísima Cruz de los Motilones"
- 1660, se llevan a cabo estallidos de violencia entre españoles y aborígenes que acaban en la expulsión de los jesuitas y españoles del Bajo Huallaga, no pasarían hasta varios años para que los españoles retomen el control del área.
- noviembre de 1746, un violento terremoto destruye los antiguos asentamientos de Moyobamba, Oxapampa, Jeberos y de Santiago de la Laguna (actual, Lagunas); Moyobamba fue trasladada 4 km hacia el oeste al lugar donde se emplaza hoy en día.
- 11 de abril de 1821, Pedro Pascacio Noriega, prócer por la independencia del Perú, es fusilado por las tropas realistas en la plaza de armas de Moyobamba.
- 10 de septiembre de 1822, las tropas realistas procedentes de "Higos Hurco" (Chachapoyas) en número 1,000 hombres, se enfrentan al primer despliegue de hombres que luchaban a favor de la independencia en la zona de "La Ventana" (Límite Amazonas-San Martín), muriendo solo un soldado patriota contra numerosos realistas.
- 12 de septiembre de 1822, Batalla de "Tambo Del Visitador", en las nacientes del Río Negro, sangriento hecho que produce la huida de los realistas hacia Rioja, siendo la segunda victoria patriota dentro de San Martín.
- 13 de septiembre de 1822, se da lugar a la "Batalla de Rioja", en la cual los pobladores de la región expulsaron a la fuerza a las tropas realistas en solo media hora de combate, que huyeron hacia el pueblo de Habana.
- 23 de septiembre de 1822, se da lugar a la "Batalla de Habana", que selló el voto por la Independencia, miles de pobladores de Lamas, Moyobamba, Saposoa, Rioja, Tarapoto y Balsapuerto lucharon junto a las tropas del argentino Nicolás Arriola contra las tropas pro-españolas acantonadas en Moyobamba y Chachapoyas y apoyadas por el clero católico español local, dirigidas por Eustaquio Babilonia, Santiago Cárdenas y Sánchez Pareja, cuyas fuerzas lucharon ferozmente contra los independentistas, que finalmente lograron la victoria; se fusiló a la mayoría de los realistas y el resto enviado a prisión y a la corte de Trujillo.
- 25 de septiembre de 1822, las fuerzas patriotas triunfales ingresan a Moyobamba, ; los pobladores, las tropas y miles de tropas aborígenes destruyeron las viviendas del Obispo Fray Hipólito Sánchez Rangel y de Fayas Quiroz.
- 25 de septiembre de 1822, los españoles que huían de La Habana y Moyobamba, saquean todo el oro y bienes posibles y en su marcha incendian el pueblo de Habana en represalia por los hechos pro-independentistas dejando sin vivienda a la población indígena y a las pocas familias españolas que optaron por permanecer.
- 25 de mayo de 1880, el guardia marino moyobambino Emilio San Martín Peña, muere en acción heroica, en el Combate de El Callao, a bordo de la nave Independencia.
- 1904-1909, el político y empresario cauchero riojano Julio César Arana del Águila y sus hombres, realizan destrucción muerte y desplazamiento a miles de indígenas en las cuencas de los ríos Huallaga, Marañón, Napo y Tigre, además de expulsar de sus hogares a los indígenas en Moyobamba, Rioja, Lamas, Tarapoto, Tabalosos y Chazuta, es una de las épocas más tristes de la historia de los pueblos amerindios en la región.
- abril 1990 - julio 1992, epidemia de "Dengue", una nueva enfermedad, que llegó a San Martín, presumiblemente por un avión ilegal colombiano que aterrizó en Tarapoto; la nueva epidemia se extendió rápidamente creando nuevos problemas a la región, se tuvo más de 100 fallecimientos especialmente en la zona de Tarapoto, en Rioja, Nueva Cajamarca, Bellavista, Tocache y en el Bajo Hualaga.
- mayo 1990-septiembre 1991, epidemia de paludismo, se afectó hasta el 100% de la población en los distritos de Juan Guerra, Pilluana, Caspizapa, Alto Biavo y el 50% en otras zonas del departamento, se confirmó entre 60 y 80 decesos en Rioja, Nueva Cajamarca, Lamas, Moyobamba, Tabalosos, Roque, San José de Sisa, Juanjui, Uchiza, Saposoa, Bellavista, Tocache, Campanilla, Tarapoto y especialmente en Picota.
- 29 de mayo de 1990, el peor evento sísmico en la historia de San Martín, a las 09:35h, con una magnitud de 6,9°, causó destrozos y gran cantidad de pérdidas personales en una amplia zona del Nor-Oriente peruano, afectando los departamentos de Lambayeque, Cajamarca, La Libertad, Amazonas, Piura, San Martín, Huánuco y Loreto, se sintió con intensidad cuatro en Guayaquil y Quito en Ecuador, dejó posiblemente más de 200 fallecidos, 40 desaparecidos y más de 1,200 heridos así como 250,000 damnificados. Las máximas intensidades se reportaron en el área de Pucatambo correspondientes a Rodríguez de Mendoza (Amazonas) y Rioja - Moyobamba (San Martín). En la ciudad de Rioja, 24 personas perdieron la vida, 30 en los pueblos del distrito de Soritor, 08 en Moyobamba, 10 en Nueva Cajamarca, 10 entre los pueblos de El Porvenir y Segunda Jerusalén, 05 en Tabalosos, 03 en Tarapoto, 04 en Saposoa, 05 en Piscoyacu, 02 en Lamas, 04 en San Antonio de Cumbaza, 03 en Juanjui, 03 en Chazuta, 02 en Campanilla, y así los daños esparcidos por todo el departamento. El evento sísmico determinó la nueva era, del abandono del uso del tapial como materia predominante de construcción en pueblos y ciudades.
- marzo-septiembre de 1991, terrible epidemia de "Cólera", el vibrio se expandió gracias a la falta de condiciones sanitarias y de agua potable adecuada, siendo más afectadas zonas como San José de Sisa, Picota, Tarapoto, Nueva Cajamarca, Tabalosos, Chazuta, Juanjui, Bellavista, Tocache y Uchiza, causando 348 fallecidos reportados y 100,000 afectados, algunos villorrios en el Bajo Huallaga y en la zona de Picota, fueron abandonados.
- 4 de abril de 1991, dos violento movimiento sísmico de 6,0° y 6,5°, afecta los departamentos de San Martín, Loreto, la Libertad, Cajamarca y Amazonas; una zona, anteriormente dañada por un sismo en mayo de 1990, los efectos de ambos eventos telúricos fueron mayores en la zona del Alto Mayo. El Instituto Geofísico del Perú, reportó 100 fallecidos, de los cuales 53 se reportaron en San Martín y 38 de ellos en el Alto Mayo; en Moyobamba murieron 11 personas, 15 en Nueva Cajamarca, 06 en Yuracyacu, 04 en Tarapoto. Los heridos en San Martín fueron 800 y 145,000 damnificados.
- 25 de septiembre de 2005, un terremoto de 7,5° Ritcher afecta la región, por su profundidad, efectos destructivos (intensidad seis) se centraron en la ciudad de Lamas, dejando 05 fallecidos, 40 heridos y 4,000 damnificados.:)

## Geografía

### Datos estadísticos
- Superficie: 51253,31 km².
- Población: 1,242,520 hab. aproximadamente.[9]
- Capital: Moyobamba (129 000 hab.).
- Ciudad más poblada: Tarapoto (230 000 hab.)
- N.° de provincias: 10 provincias.
- N.º de distritos: 77 distritos.

- Límites (todos con departamento del Perú):

- norte: departamento de Loreto;
- este: departamento de Loreto;
- sur: departamentos de Ucayali y Huánuco;
- oeste: departamentos de Amazonas  y La Libertad.

- Altitud:

- Mínima: 190 m s. n. m. Distrito de El Porvenir (San Martín)
- Máxima: 3080 m s. n. m. Agua Blanca
- Capital: 860 m s. n. m. Moyobamba.

- Distancias:

- Moyobamba-Lima: 1385 km.
- Moyobamba-Cajamarca: 594 km
- Moyobamba-Chachapoyas: 268 km.
- Moyobamba-Chiclayo: 616 km.

- Principales ciudades:

- Tarapoto
- Juanjuí
- Moyobamba
- Rioja
- Nueva Cajamarca

### División administrativa

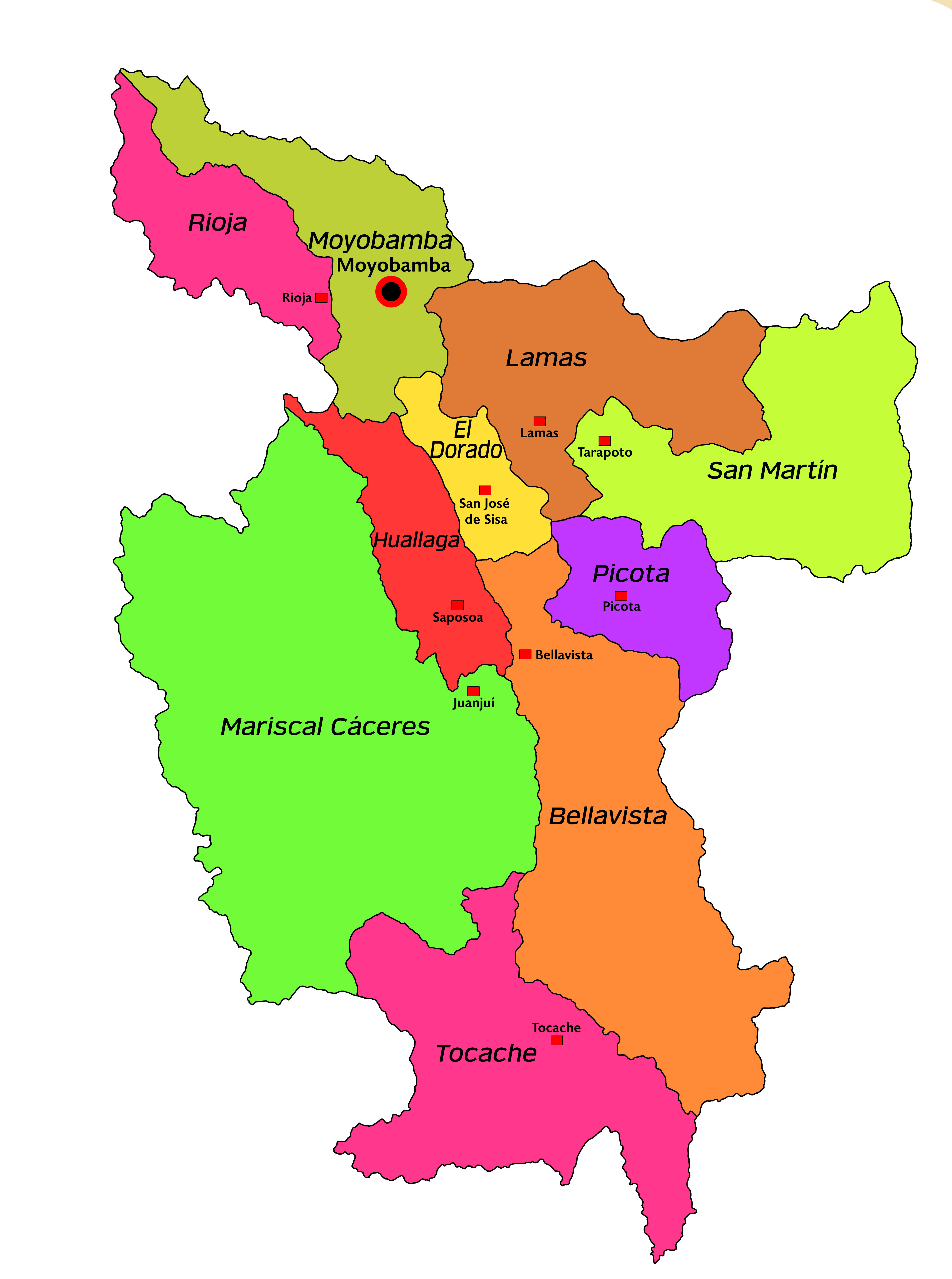
División política de San Martín.

con una superficie total de 51 288.07 km² y una población de 851 883 habitantes, está integrado por las siguientes diez provincias:
| Provincias del Departamento de San Martín | Provincias del Departamento de San Martín | Provincias del Departamento de San Martín | Provincias del Departamento de San Martín | Provincias del Departamento de San Martín | Provincias del Departamento de San Martín | Provincias del Departamento de San Martín |
| Ubigeo                                    | Provincia                                 | Capital                                   | Distritos                                 | Superficie km²                            | Población 2016                            | Altitud media m s. n. m.                  |
| ----------------------------------------- | ----------------------------------------- | ----------------------------------------- | ----------------------------------------- | ----------------------------------------- | ----------------------------------------- | ----------------------------------------- |
| 2201                                      | Moyobamba                                 | Moyobamba                                 | 6                                         | 3 772.31                                  | 151 022                                   | 878                                       |
| 2202                                      | Bellavista                                | Bellavista                                | 6                                         | 8 033.19                                  | 59 894                                    | 285                                       |
| 2203                                      | El Dorado                                 | San José de Sisa                          | 5                                         | 1 298.14                                  | 40 999                                    | 346                                       |
| 2204                                      | Huallaga                                  | Saposoa                                   | 6                                         | 2 380.85                                  | 25 464                                    | 303                                       |
| 2205                                      | Lamas                                     | Lamas                                     | 11                                        | 5 082.54                                  | 85 667                                    | 791                                       |
| 2206                                      | Mariscal Cáceres                          | Juanjuí                                   | 5                                         | 14 498.73                                 | 50 668                                    | 282                                       |
| 2207                                      | Picota                                    | Picota                                    | 10                                        | 2 171.41                                  | 45 212                                    | 223                                       |
| 2208                                      | Rioja                                     | Rioja                                     | 9                                         | 2 535.04                                  | 130 567                                   | 841                                       |
| 2209                                      | San Martín                                | Tarapoto                                  | 14                                        | 5 639.82                                  | 190 026                                   | 356                                       |
| 2210                                      | Tocache                                   | Tocache                                   | 6                                         | 5 865.44                                  | 72 364                                    | 502                                       |

### Clima
El clima es cálido en los márgenes del río Huallaga y templado en las cumbres de la cordillera Central, variando según la altitud.
La temperatura media anual máxima es de 29 °C (84 °F) y la mínima de 18 °C (64 °F).

## Demografía
San Martín es una de las regiones con mayor crecimiento demográfico del país. En la actualidad su población ronda los 800,000 habitantes, aunque existen miles de personas no contabilizadas que crean una "población flotante". Se espera que para el 2021 la región supere con creces el millón de habitantes[cita requerida].

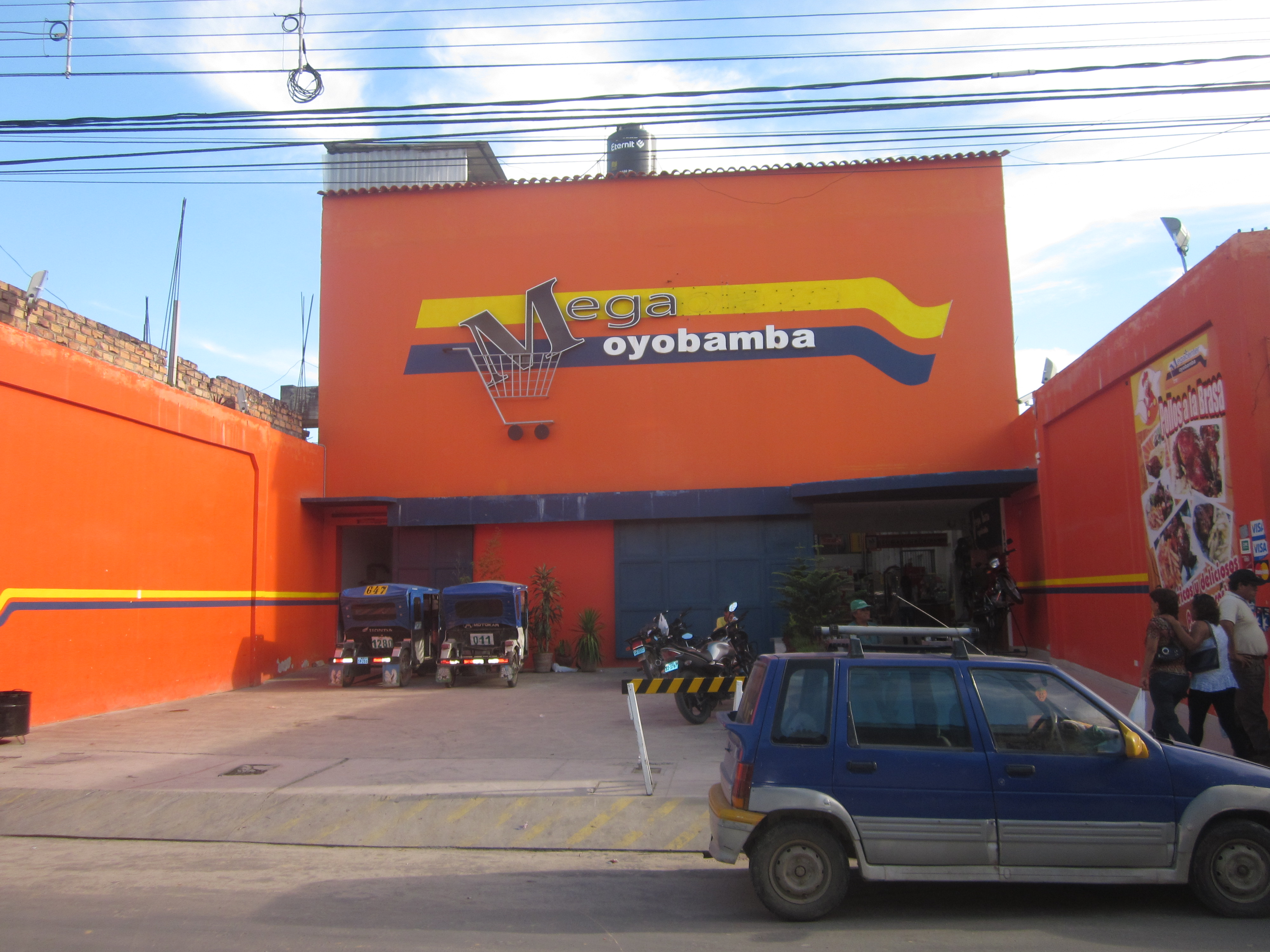
Supermercado antiguo de Moyobamba

Después de Lima, el departamento de San Martín es el más variado en composición étnica[cita requerida]; se puede afirmar que la región es netamente de inmigrantes y sus descendientes[cita requerida].

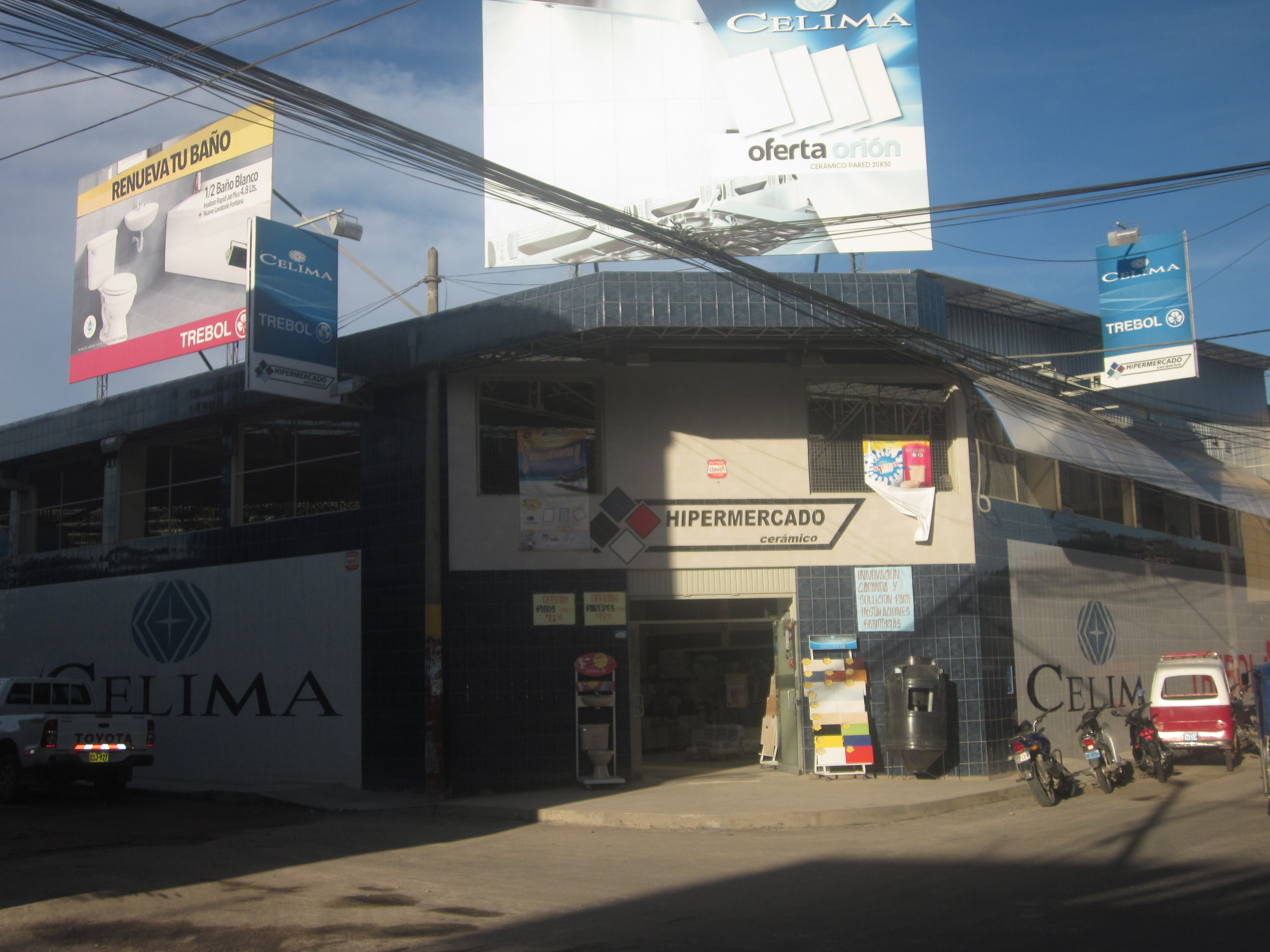
Primer Hipermercado en la Región de San Martín, Hipermercado Cerámico, con sede en Moyobamba

Los primeros habitantes de la región fueron los chachapoyas, chayahuitas, chazutas, huambishas, uquihuas, entre otros numerosos grupos étnicos que dejaron vestigios de su sociedad, tanto en nivel cultural, social, lingüístico y arquitectónico. Muestras claras son las edificaciones montañosas de "El Gran Pajatén" en Juanjuí, "El Gran Saposoa" y numerosos restos arqueológicos en las cercanías de Moyobamba y Tarapoto. En lo lingüístico y cultural la influencia actual se denota en el uso de términos lingüísticos regionales además de la influencia culinaria, la música y la danza.

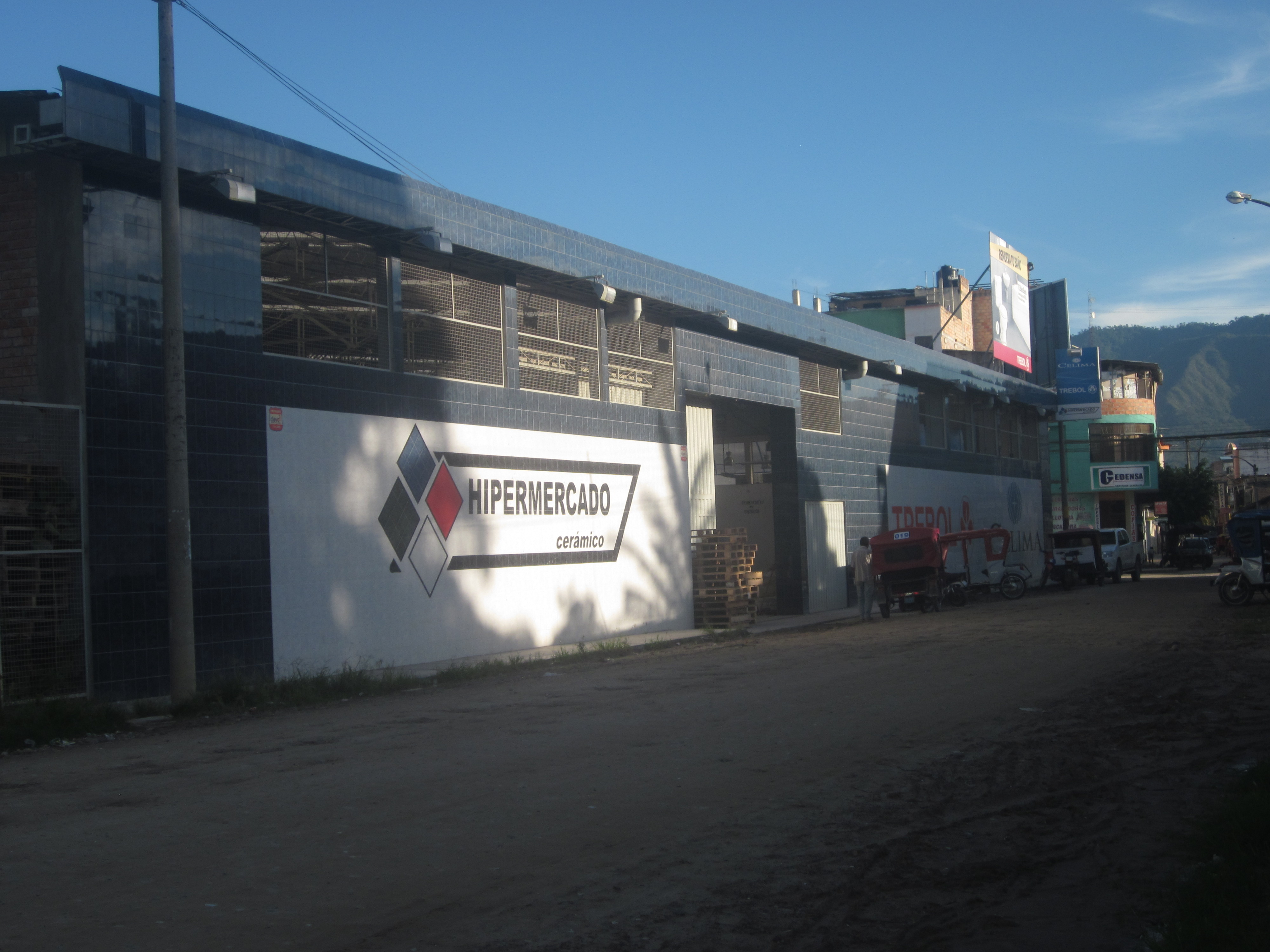
Hipermercado Cerámico, Moyobamba

En la actualidad existen más de 16 grupos étnicos amazónicos distintos en San Martín, entre los cuales destacan los grupos quechua lamistas, aguaruna y chayahuita, que poseen aproximadamente 20,000 y 7,000 miembros respectivamente. La suma total de los grupos étnicos amazónicos restantes es alrededor de 5,000 haciendo un total de 33,000 habitantes aproximadamente.[cita requerida] Estas poblaciones tienen mayor representación en la zona del Alto Mayo (provincias de Moyobamba y Rioja) dónde poseen territorios respectivos, comercian entre miembros de cada comunidad y reciben educación bilingüe. San Martín es la región que más protege los derechos de los habitantes autóctonos en todo el Perú[cita requerida], causando en los últimos años flujos migratorios de pueblos amazónicos desde tan lejos como del departamento de Ayacucho.[cita requerida]
El segundo grupo denominado como originario, engloban a los Quechua-Lamistas, grupo andino descendientes de los Pocras y Hanan Chancas, que huyó hace 2,500 años de zonas conflictivas entre Chankas e Incas en el área geográfica de los andes del sur del Perú principalmente de Ayacucho y su población ingresó a territorios de la actual San Martín dispersándonse y formando pequeñas comunidades. Poseen su propia variante del idioma quechua, partes de sus palabras han pasado a formar parte del diálogo diario de la población restante. Suman unos 35 000 miembros, concentrándose la mayoría en la ciudad de Lamas y sus alrededores[cita requerida]. Muchos de sus descendientes han abandonado su cultura y su única identificación se basa en los rasgos físicos y los apellidos, tanto en Moyobamba o Tarapoto.
Con la conquista Española del Perú y tras la fundación de Moyobamba, se dio la primera gran migración occidental a la zona, llegando cientos de familias españolas, la mayoría de ellas de Navarra y Andalucía, generando un cambio radical en el área con la construcción de áreas urbanas, construcción de caminos, puertos, y el levantamiento de misiones religiosas. Se trató además de una época de hostigamiento contra las poblaciones autóctonas. Son pocos los miembros de la primera gran migración que evitaron el mestizaje, en la actualidad se concentran en Moyobamba y otros en Lima.
Los mestizos y criollos, forman juntos el 80% de la población local, mostrando características físicas de grupos étnicos amerindios y europeos, la mayoría españoles y franceses.[cita requerida]
Durante el dominio español, empezaron a llegar un grupo de españoles denominados desde la Edad Media como "marranos", aunque su nacionalidad era la española, su origen étnico era semítico, y se trataba de las primeras familias judías en colonizar el territorio peruano[cita requerida]. La mayoría estableció negocios en Moyobamba, Tarapoto y Lamas. La mayoría de ellos poseen apellidos reconocibles como Benzaquen, Mosés, o Bayamian. Aunque no existen datos precisos se aproxima su población total entre 1,000 y 2,000 miembros, concentrándose en Moyobamba. A finales del siglo XIX y principios del XX una segunda ola de población judía llegaron desde las regiones de Cajamarca, Lima , Loreto y, en general, de la sierra norte[cita requerida]. Sus miembros, alrededor de 200[cita requerida], se concentran sobre todo en Tarapoto, donde poseen una pequeña sinagoga, una emisora radial y un periódico virtual.
Debido a las grandes guerras en Europa y el Levante (Medio Oriente) y la gran inmigración asiática a Perú, a principios del siglo XX, cientos de refugiados europeos llegaron a la región, que vivía un pequeño auge económico por el boom del Caucho, y las exportaciones de sombreros de paja, tabaco y alcohol. Una familia polaca-armenia de apellido Bracowitchz fue la primera en levantar un cinema en el norte de Perú, específicamente en Moyobamba en 1925, en 1971 una familia armenia procedente de Piura llevó a Moyobamba el primer automóvil y el primer camión que pisaba suelo amazónico luego de la construcción de la carretera Marginal de la Selva (ahora Carretera Fernando Belaúnde Terry, o FBT)[cita requerida]. Los ingleses, daneses, italianos y alemanes fueron importantes en el desarrollo activo del comercio y la matización de la cultura local, muchos trajeron consigo la moda, los textiles, máquinas de escribir, tejedoras y otras máquinas que incluso en Lima no se conseguían. Los descendientes de polacos, armenios, italianos, alemanes, portugueses y otros, especialmente de Europa Central y los Balcanes no tienen registros de su población pero se presume que su número varía entre 4,000 a 5,000[cita requerida], muchos de ellos con un elevado grado de mestizaje, aunque también son numerosos los que mantienen viva sus raíces culturales.
Muchos negros y asiáticos (sobre todo chinos de Cantón y Nankín) llegaron a San Martín cuando lograban huir de sus esclavizadores en las islas y granjas de la costa peruana. Muchos chinos se convirtieron en comerciantes activos en la zona. En la actualidad tanto asiáticos y negros han mantenido su cultura a pesar del mestizaje, el número de habitantes de ambos grupos flutúa entre 1,000 a 3,000.
Existen también algunas familias de origen palestino, sirio, ruso y belga.[cita requerida]
La segunda y la tercera migración de población a gran escala entre 1980 y 1993 y entre el 2000 a la actualidad, provienen principalmente de población agrícola y comerciante pobre de regiones andinas y costeras, y han sido las que han poblado en mayor escala ciudades como Nueva Cajamarca o Tocache, y con ellas se relacionó el auge del narcotráfico, la deforestación, y la producción de coca entre 1980 y 1990. A pesar de numerosas iniciativas locales para mejorar la calidad de vida de su población, la gran mayoría de estos inmigrantes puebla tugurios urbano-marginales, y zonas rurales. En muchos lugares se han producido tensiones y desconfianza entre los recién llegados y el resto de la población. En la actualidad las relaciones entre los nuevos inmigrantes (que suponen el 27% de la población actual[cita requerida]) y el resto de la población ha mejorado notablemente.
Como resumen, la composición étnica es la siguiente:
- Total amerindios: 19% (indo-mestizos, 16%; indìgenas, 3%)
- Mestizos: 59,4%[cita requerida]
- Total blancos 21% (euromestizos, 20%; caúcasicos, 1%)
- Total afros 0,3% (mulatos, 0,2 %; zambos, 0,1%)
- Total asiáticos 0,3% (asiàtico-mestizos, 0,3%)

### Ciudades más pobladas
A continuación una tabla con las principales ciudades del departamento de San Martín:

## Economía
Su principal cultivo es la palma aceitera. Se cultiva también tabaco para uso industrial, Cacao, maíz amarillo duro, café, algodón, tubérculos, cereales y frutales como la naranja, coco y plátanos. La coca.
Recientemente se ha extendido el cultivo de sacha inchi (especie de maní), y se ha incrementado la cantidad de producción de frutales y tubérculos. La producción de vegetales tropicales es también considerable, especialmente en los Valles del Alto Mayo, y del Cumbaza.
Se cría principalmente ganado vacuno y porcino, existen numerosas zonas ganaderas de importancia (Soritor-Calzada y de los Valles del Ponaza y el Biavo entre las más destacadas). Existen centros avícolas numerosos, que han tenido en los últimos años un aumento de carácter explosivo. En su suelo se encuentran petróleo, carbón, caliza, yeso, oro, plata, piedra ornamental (-piedra laja- especialmente en el Alto Mayo y en Saposoa) y sal. Destaca su industria maderera con grandes aserraderos y fábricas de aceite de semilla de algodón y de palma aceitera, destilerías (famosas por sus vinos y tragos regionales), así como una pequeña industria de aguardiente y otra de confección de sombreros de paja toquilla (Rioja). Hay piladoras de arroz, fábricas de gaseosas, materiales de aseo y néctares.
Existen muchas fábricas de ladrillos, materiales de construcción y una de producción de cemento. En Las ciudad de Moyobamba existen numerosos productores de prendas de vestir, productos lácteos, y frutas envasadas, cecina, mientras que en Tarapoto se ubica sobre todo el envasado de palmito, y una característica artesanal única en elaboración de cigarrillos, embutidos, y chocolates.
Los principales ejes comerciales son Tarapoto, Moyobamba y Juanjuí. A pesar de esto, San Martín es la primera región del Perú en establecer un programa de descentralización que alcance a las demás provincias de la región. En Tarapoto, se encuentra el aeropuerto más importante de la Región; Moyobamba se está convirtiendo en un punto de eje de comunicaciones, debido a numerosos proyectos de construcción de carreteras que la comunicarán directamente con los departamentos de Amazonas y Loreto.
Juanjuí, también se viene desarrollando como un eje de comunicaciones y en el futuro servirá de puente entre la Selva Baja de Loreto, y el Brasil con los Andes y la Costa. Carreteras asfaltadas a Lamas, San José de Sisa - Bellavista - Juanjuí y muy pronto se culminará con la ciudad de Tocache.
La ciudad de Nueva Cajamarca, tiene un rápido desarrollo urbano y es un importante centro de producción de café, cacao, hortalizas y arroz, los principales productos de exportación de la Región.
| PBI por Provincia | 2017  | $ per cáp | 2021  | $ per cáp | 2022  | $ per cáp | Principales bienes de producción |
| ----------------- | ----- | --------- | ----- | --------- | ----- | --------- | --- |
| PBI General       | 3.4%  | 4,060     | 3.7%  | 4,285     | 1.7%  | 2,945     | |
| Moyobamba         | 27.7% |           | 29.8% |           | 31.3% |           | Café, Cacao y derivados, Arroz, Frutos, Bebidas alcohólicas, Madera y carpintería, Alimentos balanceados, Ropa, Huevos, Leche, Stevia, elementos de construcción (arcilla, calizas, carbón, arena, ladrillos, concreto prefabricado), artesanía, pescado. |
| Bellavista        | 2.5%  |           | 1.9%  |           | 1.3%  |           | Arroz, carne. |
| Huallaga          | 0.8%  |           | 0.6%  |           | 0.4%  |           | Maíz duro. |
| El Dorado         | 0.3%  |           | 0.5%  |           | 0.8%  |           | Maíz duro, café |
| Lamas             | 4.2%  |           | 2.7%  |           | 2.4%  |           | Café, maíz duro, palmito, artesanía. |
| Mariscal Cáceres  | 3.7%  |           | 2.8%  |           | 2.2%  |           | Cacao, Maíz duro. |
| Picota            | 2.3%  |           | 1.7%  |           | 1.3%  |           | Maíz duro, arroz, plátano. |
| Rioja             | 15.2% |           | 15.7% |           | 15.7% |           | Arroz, Cacao y derivados, Elementos de construcción (cemento, caliza, ladrillos) y ornamentos. |
| San Martín        | 25.8% |           | 25.2% |           | 25.6% |           | Derivados del cacao, arroz, plátano, leche, tabaco y derivados, maíz duro, pescado. |
| Tocache           | 17.5% |           | 19.1% |           | 19%   |           | Palmito, oleaginosas y derivados, cacao. |
|                   |       |           |       |           |       |           | |

## Educación
- Colegios públicos y privados:

- Total: 1.823.

- Educación inicial: 498.
- Educación primaria: 1.129.
- Educación secundaria: 198.

- Colegio Militar: Colegio Militar Mariscal Andrés Avelino Cáceres
- Instituto: Instituto Científico de Estudios Estratégicos Amazónicos, Andinos, Costeros y de la Cuenca del Pacífico - ICEACP del Proyecto Geopolítico Bioceánico, Perú - Brasil, localizado en Leoncio Prado-Cuenca del Ponaza, provincia de Picota
- Escuela de Policía: Escuela Técnica Superior de la Policía Nacional del Perú en la provincia de San Martín.
- Universidades:

- Universidad Nacional de San Martín
- Universidad César Vallejo
- Universidad Peruana Unión
- Universidad Alas Peruanas
- Universidad Científica del Perú
- Universidad Católica Sedes Sapientiae

## Transporte

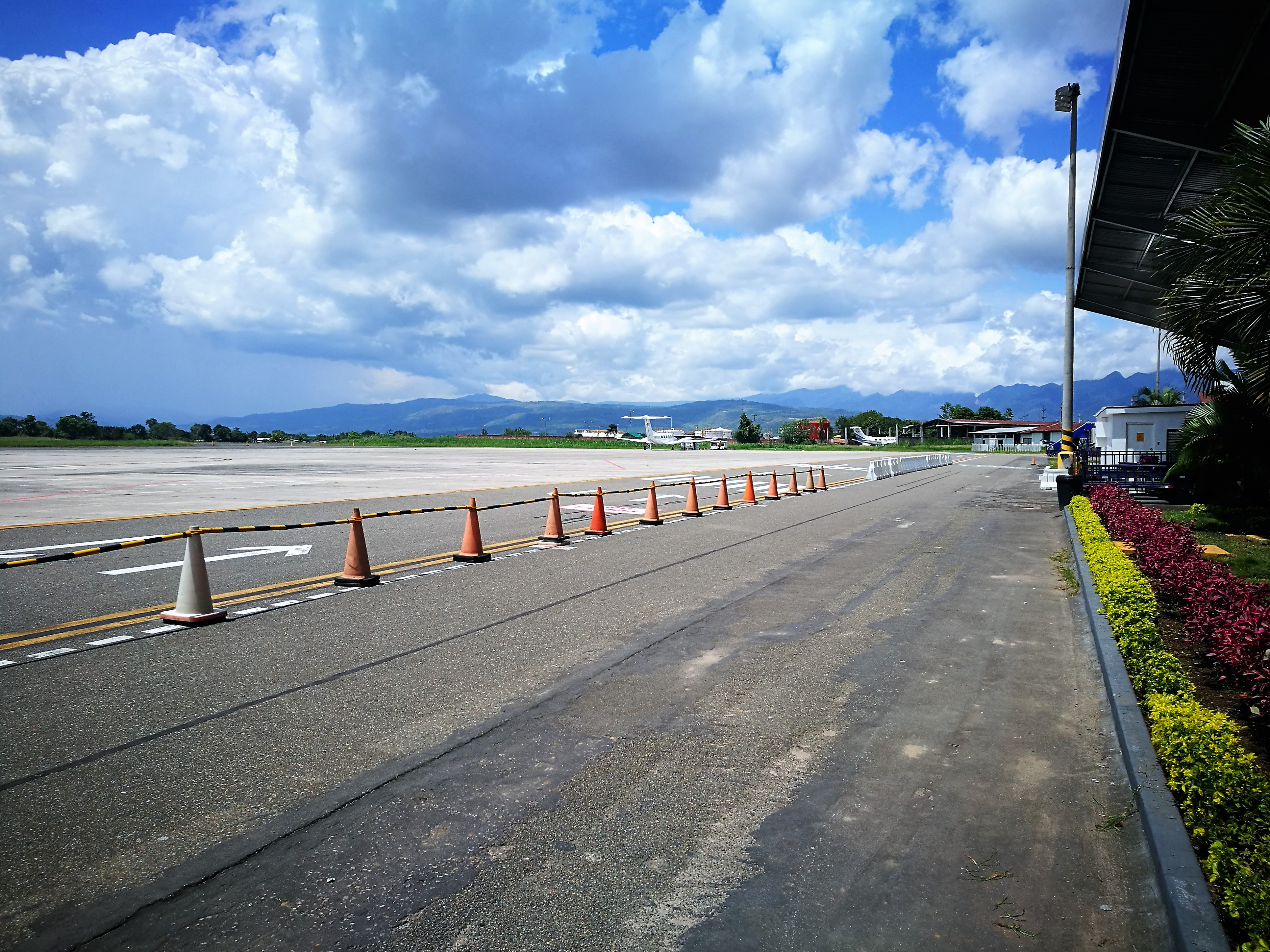
Aeropuerto Cadete FAP Guillermo del Castillo Paredes

- Aeropuertos: en Tarapoto, Rioja y Juanjuí,
- Ferroviario: Ferrovia Interoceánica Salaverry-Leoncio Prado-Frontera Perú-Brasil (FERRIPEB), con proyección a la ciudad de Cruzeiro Do Sul en el Estado de Acre-Brasil, con Ley N.º 29613, que declara de necesidad pública e interés nacional. (Proyectado)

## Atractivos turísticos

### Naturales

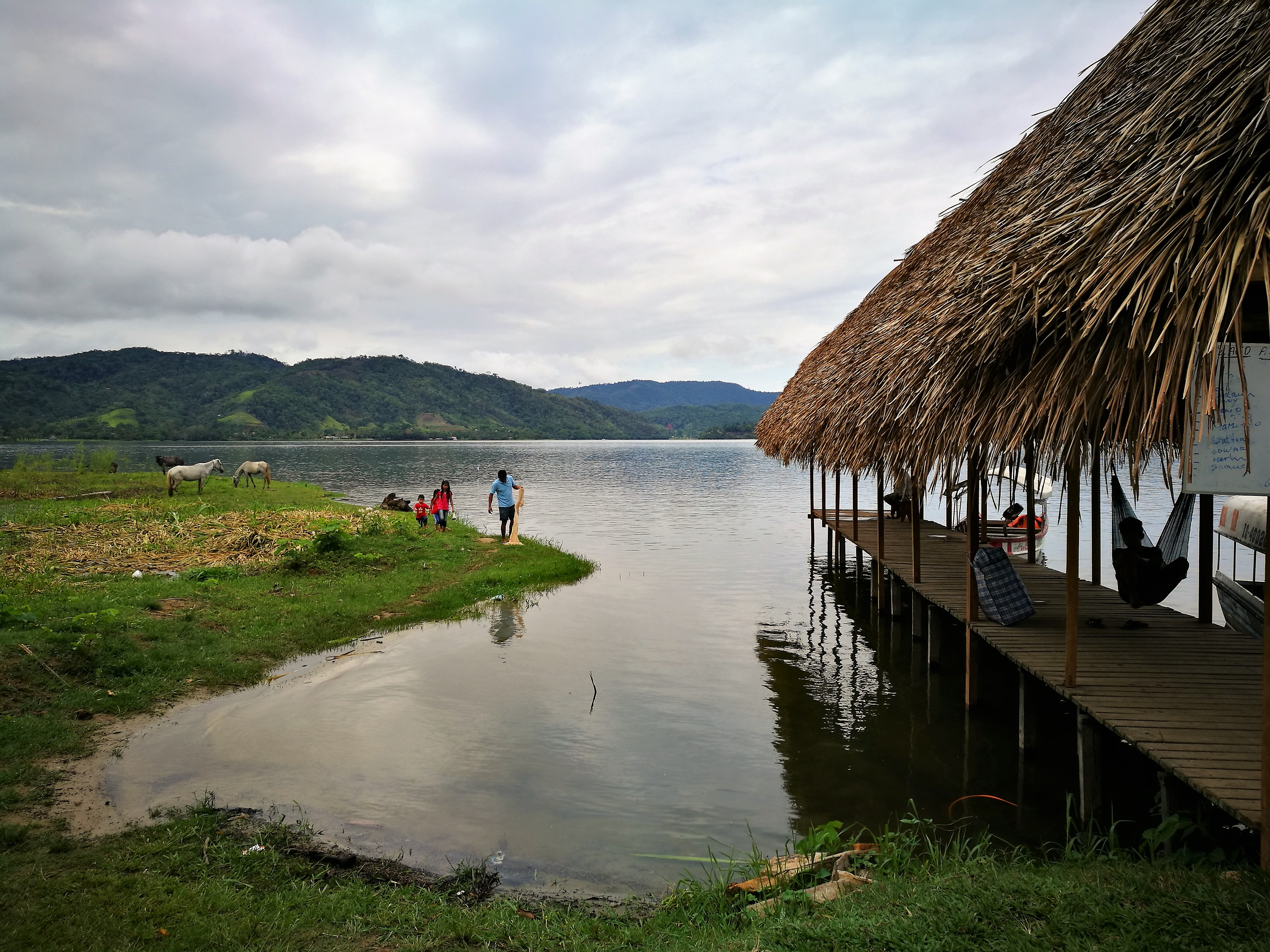
Laguna de Sauce

- Parque nacional Río Abiseo, en el distrito de Huicungo, Provincia de Juanjui.
- Parque nacional Cordillera Azul.
- Bosque de Protección Alto Mayo.
- Naciente del Río Tioyacu, en el distrito de Elías Soplín Vargas - Segunda Jerusalén. a 15 minutos de la ciudad de Rioja.
- Cataratas de Urku Chaqui, en el distrito de Elías Soplín Vargas - Segunda Jerusalén.
- Baños Termales de San Mateo y Baños Sulfurosos, a 5 y 6 km del centro de la ciudad respectivamente.
- Baños Sulfurosos de Jepelacio, a 30 minutos del distrito de Moyobamba del centro de la ciudad.
- Morro de Calzada, cerro ubicado en la ciudad de Calzada, cerca de Moyobamba.
- Río Mayo, se pueden disfrutar sus aguas en canoa o bote a motor.
- Laguna de Venecia, ubicada también en Tarapoto, con aguas muy tranquilas y donde se puede pasear en bote, nadar o pescar.
- Catarata de Ahuashiyacu, la más famosa y accesible de la región, a 14 km de Tarapoto, con un camino con pasos de piedra tallada y puentes que permite el acceso hasta ella. La cascada sirve como refugio para el “Gallito de las rocas” (Rupicola peruvianus).
- Valle del Caynarachi, aún no es muy visitada, pero tiene un potencial turístico por explorar.
- Lago de Sauce o lago Azul, a 52 km de Tarapoto, se practica la pesca deportiva, natación, esquí, y otros deportes acuáticos.
- Bosque de los niños, reserva natural en las afueras de la capital.
- Mariscal Cáceres, provincia más extensa del departamento.

### Culturales
- Centro Académico de Investigación y Ecoturístico - Biodiversidad de la UNSM[14]
- Viveros de Orquídeas, explanadas o miradores naturales desde donde se aprecia toda la belleza de la ciudad.
- Petroglifos de Polish, cerca de Tarapoto.- Representan la escritura mágico-religiosa de los primeros pobladores de la región.
- Lamas, capital folclórica del departamento, con atractivos como el barrio nativo de Huayco, la Cumbre de Ancobayo, Museo étnico y Fundo Don César.
- Rioja, llamada «La ciudad de Los Sombreros», puede visitarse la cueva de los Huacharos, los túneles de aguas claras, la cueva de las Velas, la laguna de San Francisco, Mashuyacu y el Balneario San Juan Urificio.
- Centro Urku, centro de investigación y difusión de la cultura amazónica. Se encuentra a 5 minutos de la plaza principal de Tarapoto.

### Gastronomía
Los principales platos típicos son:
- Juane, preparado a base arroz, gallina, huevos y aceituna;
- Ninajuane, hecho a base de huevo batido con carne de pollo;
- Inchicapi, sopa preparada a base de gallina, yuca, maíz y maní;
- Timbuche, sopa de pescado fresco, huevos batidos y culantro;
- Tacacho, plátano verde asado y machacado con manteca de cerdo;
- Ensalada de chonta, aderezada con sal, limón y un poquito de aceite;
- Hormiga siquisapa - Atta sexdens insecto frito de exquisito sabor.

Las bebidas típicas más usuales son: masato, aguardiente, ventisho, siete raíces, uvachado, chuchuhuasi, chapo, chicha fuerte y cortesachados.

### Calendario festivo
Enero y febrero - Carnaval rioja acompañado de los diablos fechas en donde la ciudad de rioja es la más visitada por la alegría del carnaval
- 3 de mayo - Velación de la cruz de Coca, se celebra en Rioja con la participación de su población que acompañada de diferentes bandas, danza por todas las calles.
- 24 de junio - Fiesta de San Juan, en todas las ciudades se celebran con gran algarabía. Desde la víspera, las mujeres preparan los juanes y el día 24, la mayoría de familias se trasladan en grupo hasta las orillas de los ríos más cercanos para bailar, beber y comer en honor de San Juan. Su celebración es más notable en la ciudad de Moyobamba y Rioja
- Última semana de junio - Semana Turística de Moyobamba, en esta localidad se realizan una serie de actividades sociales, recreativas y culturales.
- Del 14 al 24 de julio - Semana Turística de Tarapoto, se preparan una serie de actividades recreativas y se preparan una serie de actividades recreativas y sociales. Participan artistas nacionales y extranjeros.
- 16 de julio - Virgen del Carmen de Lamas, los pobladores organizan una serie de presentaciones folcklóricas y escenifican el Corpus Christi como agradecimiento a su patrona, invitando panes y comida típica a todos los presentes.
- 25 de julio - Fiesta del Patrón de Santiago, Patrón de Moyobamba y Aniversario de Moyobamba.
- 15 de agosto - Virgen de las Nieves, es patrona de Yurimaguas, a quien se le rinde homenaje con verbenas, procesión y bailes en su honor. Cada barrio inicia las calebraciones 10 días antes.
- 20 de agosto - Aniversario de Tarapoto, desde días previos, sus habitantes organizan bailes populares, desfiles y diversos concursos.

Septiembre - Aniversario de la ciudad de rioja , desde días previos se realizan varias festividades, conciertos, bailes y concursos

### Danzas

#### Madre de las Ponas
- Género: Mítico religioso.
- Mensaje: El agradecimiento la Ponas.
- Vestimenta:
  - Mujeres - Pequeño sostén y ligeras faldas hecha de productos naturales.
  - Hombre - Pantalones hechos de productos naturales.

- Personaje de la Danza:
  - Madre de las Ponas.
  - Palmera Pona.

## Autoridades

### Regionales
Como todos los otros departamentos del Perú y la Provincia Constitucional del Callao, constituye una región de facto con un Gobierno Regional propio además de un distrito electoral que elige cinco congresistas.
- 2019 - 2022[15]
  - Gobernador Regional: Pedro Bogarín Vargas, de Acción Regional.
  - Vicegobernador Regional: Nohemí Petronila Aguilar Puerta, de Acción Regional.
  - Consejeros:

  1. Moyobamba:
    - Henry Adán Allui (Acción Regional)
    - Rita Córdova Tulumba (Acción Regional)

  2. Huallaga: Áurea Luz Vargas Tuanama (Vamos Perú)
  3. Lamas:
    - Kemsper Valera Ríos (Acción Regional)
    - Willer Ramírez Chomba (Alianza para el Progreso)

  4. Mariscal Cáceres: Luis Alfredo Alvan Peña (Alianza para el Progreso)
  5. Rioja:
    - Fidelito Salas Vásquez (Alianza para el Progreso)
    - Fredy Henrry Machado Ruiz (Acción Popular)

  6. San Martín:
    - Jorge Alfredo Corso Reátegui (Alianza para el Progreso)
    - Roger Tananta Macedo (Acción Popular)
    - Walter Jorge Mesia (Alianza para el Progreso)

  7. Bellavista: Aníbal Medina Bustamante (Acción Popular)
  8. Tocache: Luis Alberto Aliaga Rojas (Acción Regional)
  9. Picota: Pedro García Ushiñahua (Alianza para el Progreso)
  10. El Dorado: Carmela Noriega Reátegui (Vamos Perú)

### Religiosas
De la religión católica:
- Mons. Rafael Escudero López-Brea (Obispo Prelado de Moyobamba).